# Ian Wright (futbolista)
Ian Edward Wright (Londres, Inglaterra, Reino Unido; 3 de noviembre de 1963) es un exfutbolista, presentador televisivo y analista deportivo británico de ascendencia jamaicana. En su etapa profesional jugaba como delantero centro, caracterizándose por su olfato goleador, y fue internacional con la selección de Inglaterra. Su debut profesional llegó a los 21 años en el Crystal Palace, donde permaneció siete años. A comienzos de la temporada 1991/92 fue contratado por el Arsenal F. C. y durante las siete temporadas que permaneció en Highbury conquistó una Premier League, dos FA Cup y la Recopa de Europa de 1994. En toda su carrera ha anotado 313 goles en 526 partidos oficiales, siendo además el segundo máximo anotador en la historia del Arsenal (185 goles en 288 partidos, según datos del club).
Tras colgar las botas, hizo carrera como presentador de radio y televisión en Reino Unido. Fue uno los analistas estrella del programa Match of the Day en la BBC desde 1997 hasta 2024, y actualmente trabaja en ITV Sport.

## Trayectoria
Ian Wright comenzó su carrera futbolística relativamente tarde. Cuando era más joven fue rechazado por el Southend United y el Brighton & Hove Albion, y durante tiempo compaginó un empleo como albañil con apariciones en clubes amateur de las ligas regionales. Siendo el delantero titular del modesto Greenwich Borough, en verano de 1985 fue descubierto por un ojeador del Crystal Palace, Peter Prentice, quien le ofreció hacer una prueba en Selhurst Park. El técnico Steve Coppell quedó convencido de sus cualidades y le ofreció un contrato profesional en agosto, tres meses antes de cumplir 22 años.
En su primera temporada en Segunda División (1985/86) se convirtió en el segundo goleador del equipo, con 9 goles en 32 partidos. Después formó una prolífica dupla con Mark Bright y en la edición 1988/89 anotó la cifra récord de 24 goles, vitales para lograr el ascenso a la máxima categoría. Su primera gran actuación a nivel nacional fue en la final de la FA Cup de 1990, en la que el Crystal Palce puso contra las cuerdas al Manchester United en Wembley. Ian Wright partió como suplente y fue autor de dos goles, entre ellos el tanto que forzó la prórroga. No obstante, el Manchester terminó proclamándose campeón en el partido de desempate. Cuando Wright dejó Selhurst Park a comienzos de la temporada 1991/92, había anotado 117 goles en 253 partidos oficiales.
En septiembre de 1991, el Arsenal F.C. de George Graham contrató a Wright por 2,5 millones de libras esterlinas, el traspaso más caro en su historia. En su temporada de debut anotó 29 goles en liga (5 de ellos con el Palace) que le convirtieron en el máximo anotador de la liga inglesa. En años posteriores se mantuvo como máximo goleador de los gunners y conquistó la Recopa de Europa de 1994, dos FA Cup (1993 y 1998), una Copa de la Liga (1993) y la Premier League de 1997/98. Aunque para entonces ya tenía 34 años y se perdió muchos juegos por lesión, Arsène Wenger le mantuvo en el primer equipo y rindió con 10 goles en 24 partidos. A título individual, Wright fue elegido en dos ocasiones miembro del equipo del año de la Asociación de Futbolistas (1992/93 y 1996/97).
Para cuando abandonó el Arsenal en 1998, Wright se había convertido máximo artillero en la historia del club con 185 goles en 288 partidos. Su cifra sólo ha sido superada por Thierry Henry (228 goles).
Tras su paso por el Arsenal tuvo breves estancias en el West Ham United (1998/99) y Nottingham Forest (1999/00), donde llegó a jugar con uno de sus hijos, el también internacional Shaun Wright-Phillips. Poco después vivió los últimos momentos de su carrera en el Celtic de Glasgow y el Burnley hasta su retirada en julio del 2000. Ese mismo año le fue concedida la Orden del Imperio Británico por sus méritos deportivos, y en 2005 ingresó en el Salón de la Fama del fútbol inglés.

## Selección nacional
Ian Wright fue internacional con la selección de fútbol de Inglaterra en 33 ocasiones y marcó 9 goles. En toda su carrera no disputó ninguna Eurocopa ni Copa Mundial.
El seleccionador Graham Taylor le hizo debutar el 6 de febrero de 1991 en un amistoso contra Camerún en Wembley. Un mes después participó en el último partido de la fase eliminatoria para la Eurocopa 1992. Aunque Inglaterra se ganó la clasificación y Wright era el máximo goleador de la Premier League, no fue convocado porque Taylor prefería en su puesto a Gary Lineker, Alan Shearer y su compañero en el Arsenal, Alan Smith. Una vez se había consolidado en el fútbol inglés, fue delantero en la fase clasificatoria para la Copa Mundial de Fútbol de 1994 durante 8 partidos, incluyendo cuatro goles sobre San Marino en 1993. No obstante, Inglaterra quedó eliminada por detrás de Noruega y Países Bajos.
En la Eurocopa 1996, que Inglaterra organizaba en su casa, no entró en los planes del seleccionador Terry Venables y quedó fuera de la convocatoria oficial. Sin embargo, Glenn Hoddle volvió a llamarle e incluso viajó con el equipo al Torneo de Francia en mayo de 1997. Sin embargo, Wright volvió a quedarse fuera de la convocatoria para la Copa Mundial de Fútbol de 1998, en esta ocasión por los problemas físicos que venía arrastrando en su última temporada con el Arsenal. Su último partido fue un amistoso contra la República Checa el 18 de noviembre de 1998. El único jugador inglés que ha disputado más partidos que Wright sin ir a un evento intercontinental fue Mick Channon (1972-1977).

## Clubes

### Estadísticas
| Club | Div.          | Temporada     | Liga  | Liga  | Copas nacionales(1) | Copas nacionales(1) | Torneos internacionales(2) | Torneos internacionales(2) | Total | Total |
| Club | Div.          | Temporada     | Part. | Goles | Part.               | Goles               | Part.                      | Goles                      | Part. | Goles |
| --- | ------------- | ------------- | ----- | ----- | ------------------- | ------------------- | -------------------------- | -------------------------- | ----- | ----- |
| Crystal Palace Inglaterra |               |               |       |       |                     |                     |                            |                            |       |       |
| 2.ª | 1985-86       | 32            | 9     | 2     | 0                   | -                   | -                          | 34                         | 9     |       |
| 2.ª | 1986-87       | 38            | 9     | 5     | 1                   | -                   | -                          | 43                         | 10    |       |
| 2.ª | 1987-88       | 41            | 20    | 4     | 3                   | -                   | -                          | 45                         | 23    |       |
| 2.ª | 1988-89       | 42            | 24    | 3     | 1                   | -                   | -                          | 45                         | 25    |       |
| 1.ª | 1989-90       | 26            | 8     | 7     | 1                   | -                   | -                          | 33                         | 9     |       |
| 1.ª | 1990-91       | 38            | 15    | 8     | 4                   | -                   | -                          | 46                         | 19    |       |
| 1.ª | 1991-92       | 8             | 5     | -     | -                   | -                   | -                          | 8                          | 5     |       |
| Total club | Total club    | 225           | 90    | 29    | 10                  | -                   | -                          | 254                        | 100   |       |
| Arsenal F. C. Inglaterra |               |               |       |       |                     |                     |                            |                            |       |       |
| 1.ª | 1991-92       | 30            | 24    | 3     | 2                   | -                   | -                          | 33                         | 26    |       |
| 1.ª | 1992-93       | 31            | 15    | 16    | 16                  | -                   | -                          | 47                         | 31    |       |
| 1.ª | 1993-94       | 39            | 23    | 7     | 7                   | 6                   | 4                          | 52                         | 34    |       |
| 1.ª | 1994-95       | 31            | 18    | 5     | 3                   | 9                   | 9                          | 45                         | 30    |       |
| 1.ª | 1995-96       | 31            | 15    | 9     | 8                   | -                   | -                          | 40                         | 23    |       |
| 1.ª | 1996-97       | 35            | 23    | 4     | 5                   | 2                   | 2                          | 41                         | 30    |       |
| 1.ª | 1997-98       | 24            | 10    | 2     | 1                   | 2                   | 0                          | 28                         | 11    |       |
| Total club | Total club    | 221           | 128   | 46    | 42                  | 19                  | 15                         | 286                        | 185   |       |
| West Ham United Inglaterra |               |               |       |       |                     |                     |                            |                            |       |       |
| 1.ª | 1998-99       | 22            | 9     | 1     | 0                   | -                   | -                          | 23                         | 9     |       |
| Total club | Total club    | 22            | 9     | 1     | 0                   | -                   | -                          | 23                         | 9     |       |
| Nottingham Forest Inglaterra |               |               |       |       |                     |                     |                            |                            |       |       |
| 2.ª | 1999-00       | 10            | 5     | -     | -                   | -                   | -                          | 10                         | 5     |       |
| Total club | Total club    | 23            | 3     | -     | -                   | -                   | -                          | 23                         | 3     |       |
| Celtic F. C. Escocia |               |               |       |       |                     |                     |                            |                            |       |       |
| 1.ª | 1999-00       | 8             | 3     | 1     | 0                   | -                   | -                          | 9                          | 3     |       |
| Total club | Total club    | 8             | 3     | 1     | 0                   | -                   | -                          | 9                          | 3     |       |
| Burnley F. C. Inglaterra |               |               |       |       |                     |                     |                            |                            |       |       |
| 3.ª | 1999-00       | 15            | 4     | -     | -                   | -                   | -                          | 15                         | 4     |       |
| Total club | Total club    | 15            | 4     | -     | -                   | -                   | -                          | 15                         | 4     |       |
| Total carrera | Total carrera | Total carrera | 514   | 237   | 76                  | 51                  | 19                         | 15                         | 609   | 303   |
| (1) Incluye FA Cup, Charity Shield y Copa de la Liga (1985-2000), y Copa de Escocia (2000). (2) Incluye Recopa de Europa (1993-1995) y Copa de la UEFA (1996-1998). (3) No se incluyen goles en partidos amistosos. |               |               |       |       |                     |                     |                            |                            |       |       |

## Palmarés

### Campeonatos nacionales
| Título                 | Club                | País       | Año     |
| ---------------------- | ------------------- | ---------- | ------- |
| Full Members Cup (1.ª) | Crystal Palace F.C. | Inglaterra | 1990-91 |
| FA Cup (1.ª)           | Arsenal F.C.        | Inglaterra | 1993    |
| Copa de la Liga (1.ª)  | Arsenal F.C.        | Inglaterra | 1993    |
| Premier League (1.ª)   | Arsenal F.C.        | Inglaterra | 1997-98 |
| FA Cup (2ª)            | Arsenal F.C.        | Inglaterra | 1998    |

### Campeonatos internacionales
| Título                 | Club            | Sede       | Año     |
| ---------------------- | --------------- | ---------- | ------- |
| Recopa de Europa (1.ª) | Arsenal F.C.    | Dinamarca  | 1993-94 |
| Copa Intertoto (1.ª)   | West Ham United | Inglaterra | 1999    |

### Distinciones individuales
| Distinción                                        | Año     |
| ------------------------------------------------- | ------- |
| Miembro del equipo del año PFA (Segunda División) | 1989-90 |
| Máximo goleador de la Primera División            | 1991-92 |
| Miembro de equipo del año PFA                     | 1992-93 |
| Miembro de equipo del año PFA                     | 1996-97 |
| Miembro del Salón de la Fama del Fútbol Inglés    | 2005    |

## Vida personal
Dos de sus hijos han sido también futbolistas profesionales: Shaun Wright-Phillips (internacional con Inglaterra) y Bradley Wright-Phillips. También su nieto D'Margio Wright-Phillips es futbolista profesional.

### Carrera en medios
Filmó su primer comercial de televisión en 1992, cuando fue contratado por la empresa Nike (poco después filmaría varios más para esa marca, incluyendo los célebres "Good vs. Evil" y "Park Life"). Posteriormente trabajaría en nuevos anuncios con Ladbrokes, Nescafé, Nintendo y Barclays entre otros. 
En 1993 lanzó el sencillo "Do the Right Thing" junto con su correspondiente videoclip. La canción había sido compuesta en colaboración con Chris Lowe de los Pet Shop Boys.
Publicó su autobiografía Mr Wright en 1996, reescribiéndola y republicándola en 2016 con el título de A Life in Football: My Autobiography.
Entre 1998 y 2004 condujo el programa de entrevistas a celebridades Friday Night's All Wright en la pantalla de ITV, y en 2005 hizo lo mismo con el programa de entrevistas a niños What Kids Really Think en la BBC1. Asimismo fue animador de los programas de concursos Friends Like These, I'd Do Anything y The National Lottery Wright Ticket.
Protagonizó los documentales Wright Across America -donde viaja de costa a costa de los Estados Unidos conduciendo una motocicleta fabricada por Harley-Davidson-, Ian Wright's Excellent Adventure -que registra su intento de escalar hasta la cima del monte Gunnbjörn en Groenlandia-, Football Behind Bars -en el que visita una prisión juvenil para ayudar a resocializarse a los miembros de un equipo de fútbol de internos-, y Ian Wright: Home Truths -en el que investiga sobre la violencia doméstica, recordando las experiencias de su infancia sobre el tema-.
Condujo en 2008 y 2009 la nueva versión de Sky One del programa Gladiators. Además hizo televisión matutina en el programa Live from Studio Five de Channel 5 entre 2009 y 2010.
Entre noviembre y diciembre de 2019 fue parte del elenco de I'm a Celebrity...Get Me Out Of Here!, un reality show de supervivencia en el que fue el quinto eliminado de entre doce participantes.
Wright también se desempeñó como analista deportivo en el popular programa Match of the Day, transmitido por BBC Sport y retransmitido por BBC1. Estuvo en un primer periodo desde 2002 hasta 2008, y en un segundo periodo desde 2015 hasta 2024. Durante su periodo fuera del programa, trabajó comentando sobre fútbol en programas de BT Sport y del canal digital del diario The Sun, además de conducir el programa de radio Rock 'N' Roll Football en Absolute Radio.
Hizo apariciones como actor en las series The First Team y Ted Lasso, y en las películas Cat Burglar, Gun of the Black Sun y The Kitchen. 
En 2021 publicó la novela para preadolescentes Striking Out, coescrita junto a Musa Okwonga.